# 레바논 올림픽 위원회
레바논 올림픽 위원회(아랍어: اللجنة الأولمبية اللبنانية, 영어: Lebanese Olympic Committee)는 레바논을 대표하는 국가 올림픽 위원회이다. IOC 코드는 LIB이다. 본부는 베이루트에 있으며 아시아 올림픽 평의회에 소속되어 있다.
1947년에 설립했으며 1948년에 국제 올림픽 위원회의 승인을 받았다. 올림픽, 아시안 게임을 비롯한 국제 스포츠 대회에 참가하는 레바논의 선수들을 대표한다.

## 같이 보기
- 올림픽 레바논 선수단